# Vicente López Carril
Vicente López Carril (A Coruña, 2 december 1942 – Gijón, 29 maart 1980) was een Spaans wielrenner. 

## Loopbaan
Vicente López Carril eindigde in verschillende grote rondes in de top 10. Hij won in totaal drie etappes in de Ronde van Frankrijk. Een derde plaats in het eindklassement van de Ronde van Frankrijk 1974 was zijn hoogtepunt. In 1974 werd hij ook nationaal kampioen van Spanje.
Zijn jongere broer Jésus López Carril was eveneens profwielrenner. 
López Carril overleed in 1980 op 37-jarige leeftijd aan een hartaanval tijdens een partijtje voetbal op het strand van Gijón.

## Resultaten in voornaamste wedstrijden
| Jaar | Ronde van Italië | Ronde van Frankrijk | Ronde van Spanje |
| ---- | ---------------- | ------------------- | ---------------- |
| 1967 | 23e              |                     | 14e              |
| 1968 |                  |                     | 34e              |
| 1969 |                  |                     | 26e              |
| 1970 |                  | 34e                 | 17e              |
| 1971 | 12e (1)          | 10e                 |                  |
| 1972 | 4e               |                     | 12e              |
| 1973 |                  | 9e (1)              | 17e              |
| 1974 | 8e               | ↑ (1)               |                  |
| 1975 | 22e              | 5e (1)              |                  |
| 1976 |                  | 10e                 | 5e (1)           |
| 1977 | 55e              | 23e                 | 12e              |
| 1978 |                  |                     | 10e              |
| 1979 |                  | opgave              |                  |

| Jaar | Milaan-San Remo | Luik-Bast.‑Luik |
| ---- | --------------- | --------------- |
| 1967 |                 |                 |
| 1968 |                 |                 |
| 1969 |                 |                 |
| 1970 |                 |                 |
| 1971 |                 |                 |
| 1972 | 35e             |                 |
| 1973 |                 | 15e             |
| 1974 |                 |                 |
| 1975 |                 |                 |
| 1976 | 68e             |                 |
| 1977 |                 |                 |
| 1978 |                 |                 |
| 1979 | 95e             |                 |

(*) Tussen haakjes aantal individuele etappeoverwinningen